# Судето-немецкая партия
Судето-немецкая партия (нем. Sudetendeutsche Partei) — партия немецкого меньшинства в Чехословакии. Она постепенно попала под влияние НСДАП и стала опорой Третьего рейха в Чехословакии.

## История
Сначала партия отрицательно относилась к идее национал-социализма. Её члены были сторонниками монархии Габсбургов и видели перспективу в воссоединении немецкой территории Чехословакии с соседней Австрией, к которой она принадлежала до Первой мировой войны.
Лидер партии Конрад Генлейн требовал выполнения обещания чешского правительства построить своё государство на примере Швейцарии, где все народы имеют широкую автономию.
На парламентских выборах в мае 1935 года Судето-немецкая партия получила 1 249 530 голосов (68 % голосов судетских немцев) и стала второй после чешской партии крестьян политической силой в стране. Она получила 44 из 300 мест в парламенте и 23 места в Сенате. До этого в судетской области обычно играли ведущую роль Союз крестьян, социал-демократы и коммунисты.
В марте 1938 года состоялась встреча Генлейна с Гитлером, в итоге партия взяла курс на сближение с национал-социалистами. Мюнхенское соглашение 1938 года и включение Судетской области в состав рейха привели к роспуску партии.